# تینا لایونبرگ
تینا لایونبرگ (انگلیسی: Tina Leijonberg؛ زادهٔ ۱۱ فوریهٔ ۱۹۶۲) مجری تلویزیون، خوانندگی، هنرپیشه اهل سوئد است.